# Miguel Bastón
Miguel González Bastón (Tortosa, 29 giugno 1961) è un ex calciatore spagnolo, di ruolo portiere.

## Biografia
Suo figlio, Borja Bastón, è anch'egli un calciatore professionista.

## Carriera
Cresciuto calcisticamente nella seconda squadra dell'Atlético Madrid, Bastón ha legato la propria carriera al Burgos. Nella stagione 1989-1990 con soli 24 gol incassati in 38 partite contribuì alla vittoria del campionato di Segunda División da parte del Burgos e, a livello individuale, del premio Zamora come miglior portiere della seconda serie.

## Palmarès

### Competizioni nazionali
- Segunda División (Spagna): 1

Burgos: 1989-1990
- Tercera División (Spagna): 1

Burgos: 1984-1985

### Individuali
- Trofeo Zamora Segunda División: 1

1989-1990